# Дугаєва Тетяна Ігорівна
Тетяна Ігорівна Дуга́єва (нар. 12 жовтня 1945, Кіровоград) — український мистецтвознавець, історик мистецтва; член Спілки радянських художників України з 1989 року.

## Біографія
Народилася 12 жовтня 1945 року в місті Кіровограді (нині Кропивницький, Україна). Протягом 1962—1968 років навчалася на історичному факультеті (англійська спецгрупа) Львівського державного університету імені Івана Франка. У 1972—1977 роках — науковий співробітник, завідувач відділу фондів графіки Львівської картинної галереї.
З 1978 року — у Чернівцях, де упродовж 1978—1988 років обіймала посади директора виставкового залу, відповідального секретаря правління Чернівецької обласної організації Спілки художників України; у 1988—1995 роках — заступника директора з наукової роботи Чернівецького художнього музею; у 1995—2004 роках — директора Чернівецького обласного художнього музею. З 2004 року — на творчій роботі. Мешкає у Чернівцях в будинку на вулиці Раймонда Фрідріха Кайндля, № 12.

## Наукова діяльність
Працює в галузях історії мистецтва Буковини, музейної справи. Досліджує культове мистецтво Буковини XIX—ХХ століть, буковинські хатні образи, сучасні мистецькі процеси на Буковині в образотворчому та декоративно-ужитковому мистецтві. Авторка книг, каталогів та статей, зокрема:
- Декоративне мистецтво Буковини // «Образотворче мистецтво». 1984. № 3;
- Митці Буковини. Енциклопедичний довідник. / Чернівецька обласна організація Національної спілки художників України. — Чернівці: «Золоті литаври», 1998. (у співавторстві);
- Пам'ятки сакрального мистецтва Буковини доби Австро-Угорської імперії у збірці Чернівецького художнього музею // Україно-австрійські культурні взаємини 2-ї половини 19 — початку 20 століття Чернівці, 1999;
- Народна ікона. Народні образи Буковини. // Край Буковинський. — Чернівці: Букрек, 1999;
- Різьблене дерево та лозоплетіння Буковини. // Край Буковинський. — Чернівці: Букрек, 1999;
- Скульптор, доктор медицини Опанас Шевчукевич. / Чернівці: Зелена Буковина, 2002;
- Різноманітність жанрів і тем (І. Балан) // «Образотворче мистецтво». 2002. № 2;
- Мистецька сутність таланту Володимира Санжарова. Нові грані таланту Тамари Покотило. Пластичне мислення Бориса Шебрякова // Буковинське малярство. Чернівці, 2002—2003;
- Таланти Чернівців. «Усім, чим я є, я зобов'язаний Чернівцям» / Чернівці: Прут, 2008.

Авторка:
- 29 статей до Енциклопедії сучасної України[4];
- 23 статей до Тому Зводу пам'яток історії та культури України (по Чернівецькій області)[5].

## Відзнаки[2]
- Літературно-мистецька премія імені Сидора Воробкевича (2003);
- Чернівецька обласна премія імені Одарки Киселиці (2017);
- Муніципальна відзнака імені Антона Кохановського (2018);
- Почесна відзнака «Вдячна Буковина» (2020).